# In-Nadur
In-Nadur, connue aussi plus simplement comme Nadur, est une ville de Malte située sur Gozo.

### Église

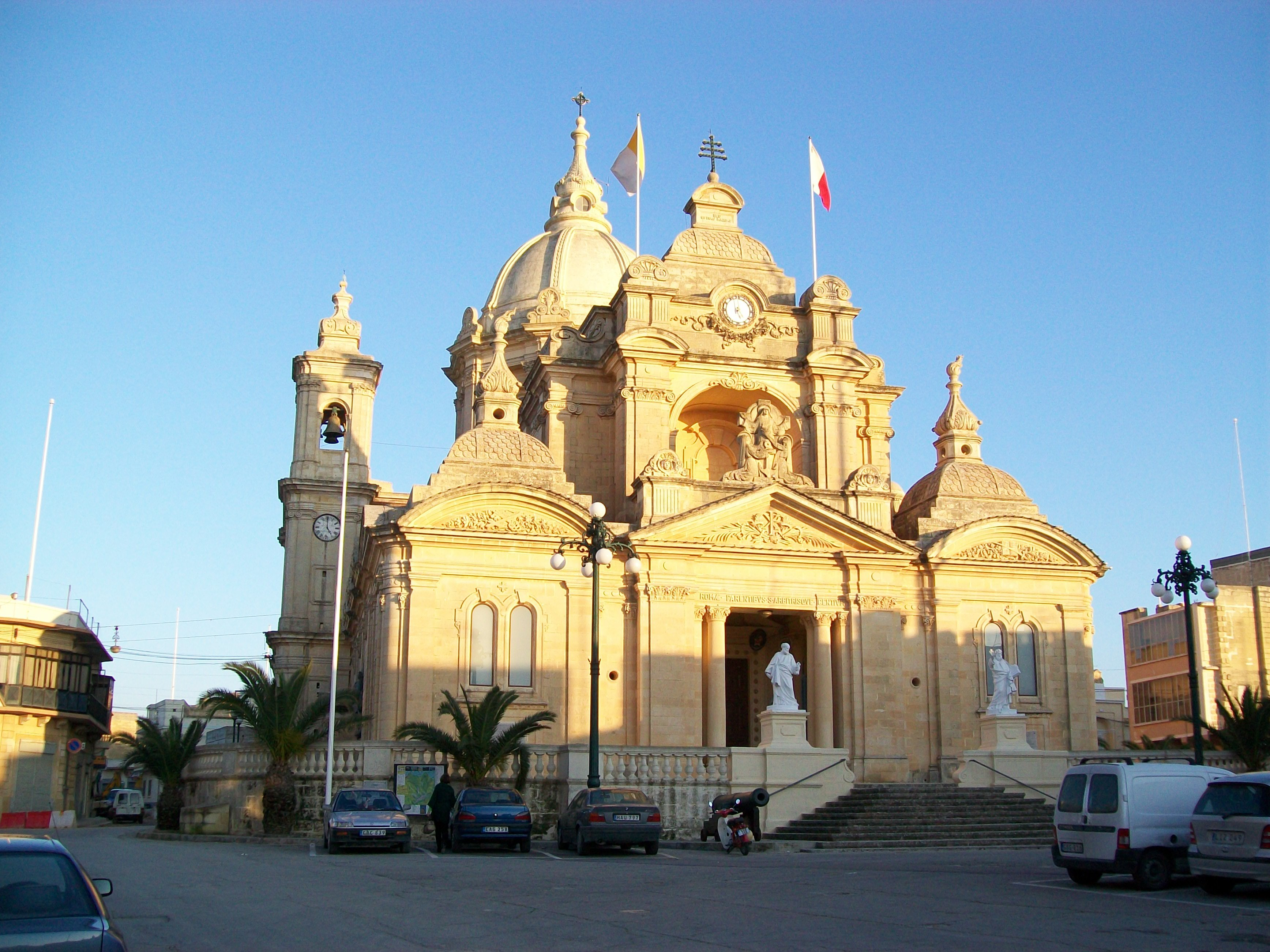
Basilique de Nadur

## Histoire
Il n'existe aucun document ni preuve archéologique qui pourrait éclairer la colonisation de Nadur par ses premiers habitants. Néanmoins, le plateau et ses environs, avec quelques fermes disséminées ici et là, ont existé de nombreuses années bien avant que le lieu ne devienne une paroisse. La seule trace de preuves archéologiques était un certain nombre de grosses pierres plates trouvées dans un champ entre la baie de San Blas et Daħlet Qorrot. Selon l'historien gozitain Giovanni Pietro Francesco Agius de Soldanis, ces structures couvertes, qui n'existent plus, servaient autrefois de sorte de temple aux dieux. Il imaginait également que ces dalles de pierre n'auraient pas pu être placées là par des personnes normales mais par des personnes très fortes ou des géants. Il a également écrit que Nadur aurait pu être fondée à l'époque des Grecs. Une preuve de ce lien est une statue en bronze d'Apollon qui aurait été trouvée à Nadur en 1744.
Tout au long de l’histoire, Nadur a joué un rôle très important dans la défense de l’île contre les corsaires, d’où son nom. Sous le règne des Chevaliers de Saint-Jean, une tour de guet fut construite par le Grand Maître Nicolas Cotoner, appelée Tour Daħlet Qorrot ou Tour San Blas pour les deux baies situées de chaque côté de celle-ci. La tour est connue localement sous le nom de tour Isopu.
Une autre tour de guet trouvée à Nadur est la tour Ta' Kenuna construite par les Britanniques vers le milieu du XIXe siècle. Il servait de liaison télégraphique entre Malte et Gozo. Du haut de cette tour sémaphore, on peut voir la majeure partie de l'île, Comino et Mellieħa avec une vue magnifique en hiver sur les champs verts et la mer bleue. La zone proche de la tour a été aménagée en jardin.

## Géographie
|        | Mer Méditerranée |      |
| Xagħra | Nadur            | Qala |
|        | Għajnsielem      |      |

## Patrimoine et culture

### Personnes notables
- Chris Said (né en 1970), homme politique maltais

## Jumelages
Nadur fait partie de la Charte des Communes Rurales d'Europe qui comprend une entité par État membre de l’Union européenne, soit 27 autres communes, :
- Hepstedt (Allemagne)
- Lassee (Autriche)
- Bièvre (Belgique)
- Slivo pole (Bulgarie)
- Léfkara (Chypre)
- Tisno (Croatie)
- Næstved (Danemark)
- Bienvenida (Espagne)
- Põlva (Estonie)
- Kannus (Finlande)
- Cissé (France)
- Kolindros (Grèce)
- Nagycenk (Hongrie)
- Cashel (Irlande)
- Bucine (Italie)
- Kandava (Lettonie)
- Žagarė (Lituanie)
- Troisvierges (Luxembourg)
- Esch (Pays-Bas)
- Strzyżów (Pologne)
- Samuel (Portugal)
- Starý Poddvorov (Tchéquie)
- Ibănești (Roumanie)
- Desborough (Royaume-Uni)
- Medzev (Slovaquie)
- Moravče (Slovénie)
- Ockelbo (Suède)